# Thet swenska nitet
Thet swenska nitet var en svensk vitter tidskrift.
Tidskriften, delvis i bunden stil, utgavs av Olof Celsius den yngre och Andreas Hesselius Americanus. Ett åttasidigt kvartnummer utkom varje vecka från 14 maj 1738 till årets slut, tillsammans 32 nummer, som kostade 2 öre silvermynt stycket. Hela samlingen omtrycktes 1741. Tidningen fortsattes av Then swenska sanningen, som utgavs av Hesselius ensam (1739–40).